# Municipio de Ellisville (Dakota del Sur)
El municipio de Ellisville (en inglés: Ellisville Township) es un municipio ubicado en el condado de Faulk en el estado estadounidense de Dakota del Sur. En el año 2010 tenía una población de 36 habitantes y una densidad poblacional de 0,39 personas por km².

## Geografía
El municipio de Ellisville se encuentra ubicado en las coordenadas 44°55′27″N 99°31′56″O / 44.92417, -99.53222. Según la Oficina del Censo de los Estados Unidos, el municipio tiene una superficie total de 93.25 km², de la cual 92,08 km² corresponden a tierra firme y (1,26 %) 1,17 km² es agua.

## Demografía
Según el censo de 2010, había 36 personas residiendo en el municipio de Ellisville. La densidad de población era de 0,39 hab./km². De los 36 habitantes, el municipio de Ellisville estaba compuesto por el 100 % blancos. Del total de la población el 0 % eran hispanos o latinos de cualquier raza.